# Geordneter Vektorraum
Ein geordneter Vektorraum ist eine mathematische Struktur. Es handelt sich um einen {\displaystyle \mathbb {R} }-Vektorraum, auf dem zusätzlich eine mit der Vektorraum-Struktur verträgliche Ordnungsrelation gegeben ist, die man üblicherweise mit {\displaystyle \leq } bezeichnet (man liest kleiner-gleich). Dadurch ist es möglich, die Elemente eines Vektorraums der Größe nach zu vergleichen. Viele in der Mathematik untersuchte Vektorräume tragen eine natürliche Ordnungsstruktur.

## Definition
Ein geordneter Vektorraum ist ein Paar {\displaystyle (V,\leq )} bestehend aus einem {\displaystyle \mathbb {R} }-Vektorraum {\displaystyle V} und einer Ordnungsrelation {\displaystyle \leq } auf {\displaystyle V}, so dass folgendes gilt:
- {\displaystyle x\leq x} für alle {\displaystyle x\in V}, das heißt, {\displaystyle \leq } ist reflexiv.
- Aus {\displaystyle x\leq y} und {\displaystyle y\leq z} folgt {\displaystyle x\leq z} für alle {\displaystyle x,y,z\in V}, das heißt, {\displaystyle \leq } ist transitiv.
- Aus {\displaystyle x\leq y} folgt {\displaystyle x+z\leq y+z}  für alle {\displaystyle x,y,z\in V}, das heißt, {\displaystyle \leq } ist mit der Addition verträglich.
- Aus {\displaystyle x\leq y} folgt {\displaystyle \lambda x\leq \lambda y} für alle {\displaystyle x,y\in V} und {\displaystyle \lambda \in \mathbb {R} ,\lambda \geq 0}, das heißt, {\displaystyle \leq } ist mit der  skalaren Multiplikation verträglich.[1]

In der Definition kann man {\displaystyle \mathbb {R} } durch einen geordneten Körper ersetzen. In den meisten Anwendungen hat man es allerdings mit dem Körper der reellen Zahlen zu tun. Ein {\displaystyle \mathbb {C} }-Vektorraum heißt geordneter Vektorraum, wenn er als reeller Vektorraum geordnet ist. Viele der hier besprochenen Begriffsbildungen lassen sich auf geordnete abelsche Gruppen verallgemeinern.

## Positiver Kegel
Ist {\displaystyle (V,\leq )} ein geordneter Vektorraum, so heißt {\displaystyle V^{+}:=\{x\in V;\,x\geq 0\}} der positive Kegel. Es handelt sich in der Tat um einen Kegel, das heißt, es gilt:
- Für alle {\displaystyle x,y\in V^{+}} und {\displaystyle \lambda ,\mu \geq 0} gilt {\displaystyle \lambda x+\mu y\in V^{+}}.

Insbesondere ist der positive Kegel konvex, was Anlass zu geometrischen Untersuchungen gibt.
Ist umgekehrt in einem {\displaystyle \mathbb {R} }-Vektorraum {\displaystyle V} ein nicht-leerer, konvexer Kegel {\displaystyle P} gegeben, so ist {\displaystyle 0\in P} und durch {\displaystyle x\leq y:\Leftrightarrow y-x\in P} wird eine Ordnungsrelation definiert, die {\displaystyle (V,\leq )} zu einem geordneten Vektorraum macht, so dass {\displaystyle V^{+}=P} gilt. Ein geordneter Vektorraum kann daher auch als Vektorraum mit einem ausgezeichneten Kegel aufgefasst werden. Eigenschaften der Ordnung können in Beziehung zu algebraischen und geometrischen Eigenschaften des Kegels gesetzt werden; ist {\displaystyle V} sogar ein topologischer Vektorraum, so kommen topologische Eigenschaften des Kegels hinzu.

## Positive Operatoren
Die strukturerhaltenden Abbildungen zwischen geordneten Vektorräumen {\displaystyle (V,\leq )} und {\displaystyle (W,\preceq )} sind die linearen Operatoren {\displaystyle f\colon V\to W}, die auch die Ordnungsstruktur erhalten, das heißt, für die aus {\displaystyle x\leq y} stets {\displaystyle f(x)\preceq f(y)} folgt. Solche Abbildungen heißen positive oder monotone Operatoren. Die Untersuchung positiver Operatoren ist ein wichtiger Teil der Theorie der geordneten Vektorräume.
Offenbar bilden die geordneten Vektorräume mit den positiven Operatoren als Morphismen eine Kategorie.
Ein Ordnungsintervall ist eine Menge der Form {\displaystyle [x,y]:=\{z\in V;x\leq z\leq y\}}. Ein linearer Operator zwischen geordneten Vektorräumen heißt ordnungsbeschränkt, wenn er Ordnungsintervalle in Ordnungsintervalle abbildet. Differenzen positiver Operatoren sind offenbar ordnungsbeschränkt.
Speziell heißt ein lineares Funktional {\displaystyle f\colon V\to \mathbb {R} } positives lineares Funktional, falls 
{\displaystyle v\in V^{+}\implies f(v)\geq 0\;.}

## Duale Ordnung
Ist {\displaystyle (V,\leq )} ein geordneter Vektorraum, so ist
{\displaystyle P:=\{f\in V^{\ast };\,f(x)\geq 0\,\forall x\in V^{+}\}} ein Kegel, der den Dualraum {\displaystyle V^{\ast }} zu einem geordneten Vektorraum macht; dies ist die sogenannte duale Ordnung auf {\displaystyle V\,'}. Ist {\displaystyle V} zusätzlich ein topologischer Vektorraum, so betrachtet man statt des algebraischen den topologischen Dualraum, das heißt den Raum aller stetigen linearen Funktionale auf {\displaystyle V}. Ist dieser Raum normiert oder allgemeiner lokalkonvex, so steht die für diese Raumklassen reichhaltige Dualitätstheorie zur Verfügung.
Oft betrachtet man auch nur den Unterraum {\displaystyle V^{b}\subset V^{\ast }} der ordnungsbeschränkten Funktionale und spricht vom ordnungsbeschränkten Dualraum.

## Beispiele
- Die Folgenräume wie {\displaystyle c}, {\displaystyle c_{0}} oder {\displaystyle \ell ^{p}} sind geordnete Vektorräume, wenn man die Ordnung komponentenweise erklärt, das heißt, wenn man für zwei Folgen {\displaystyle x=(x_{n})_{n}} und {\displaystyle y=(y_{n})_{n}} die Relation {\displaystyle x\leq y} durch {\displaystyle x_{n}\leq y_{n}\forall n\in \mathbb {N} } definiert.
- Funktionenräume wie {\displaystyle C[0,1]} oder Lp[0,1]  sind geordnete Vektorräume, wenn man die Ordnung punktweise erklärt, das heißt, wenn man für zwei Funktionen {\displaystyle f} und {\displaystyle g} die Relation {\displaystyle f\leq g} durch {\displaystyle f(x)\leq g(x)} für alle {\displaystyle x} aus dem Definitionsbereich bzw. fast überall auf dem Definitionsbereich definiert.
- Ist {\displaystyle A} eine C*-Algebra und setzt man {\displaystyle A^{+}:=\{x^{*}x;\,x\in A\}}, so kann man zeigen, dass {\displaystyle A^{+}} ein Kegel ist, der {\displaystyle A} zu einem geordneten Vektorraum macht. Die Untersuchung des Dualraums mit der dualen Ordnung ist eine wichtige Methode in der Theorie der C*-Algebren.

## Weitere Begriffsbildungen
Sei {\displaystyle (V,\leq )} ein geordneter Vektorraum.

### Strikte Ordnung
In der hier gegebenen Definition wurde nicht gefordert, dass aus {\displaystyle x\leq y} und {\displaystyle y\leq x} stets {\displaystyle x=y} folgen soll; die Ordnungsrelation wäre dann antisymmetrisch, und dies wäre äquivalent dazu, dass der Kegel {\displaystyle V^{+}} spitz ist (das heißt {\displaystyle V^{+}\cap (-V^{+})=\{0\}}). Die meisten in den Anwendungen vorkommenden Kegel sind spitz. Manche Autoren verstehen unter einem Kegel stets einen spitzen Kegel und nennen den oben eingeführten allgemeineren Begriff einen stumpfen Kegel. Antisymmetrische Ordnungen werden auch strikte Ordnungen genannt.

### Gerichtete Ordnung
Die Ordnung auf  {\displaystyle V} heißt gerichtet, falls es zu je zwei Elementen {\displaystyle x,y\in V} stets ein {\displaystyle z\in V} gibt mit {\displaystyle x\leq z} und {\displaystyle y\leq z}. Die Ordnung ist genau dann gerichtet, wenn {\displaystyle V=V^{+}-V^{+}}, das heißt, wenn der positive Kegel den Vektorraum erzeugt.

### Ordnungseinheiten
Ein Element {\displaystyle e\in V} heißt eine Ordnungseinheit, falls es zu jedem {\displaystyle x\in V} ein {\displaystyle n\in \mathbb {N} } gibt mit {\displaystyle -n\cdot e\leq x\leq n\cdot e}. Das ist äquivalent dazu, dass das Ordnungsintervall {\displaystyle [-e,e]:=\{x\in V;-e\leq x\leq e\}} eine absorbierende Menge ist.
Offenbar ist die konstante Funktion 1 eine Ordnungseinheit in {\displaystyle C[0,1]}, während der Folgenraum {\displaystyle c_{0}} keine Ordnungseinheiten besitzt.

### Archimedische Ordnung
Die Ordnung auf {\displaystyle V} heißt archimedisch wenn gilt: Sind {\displaystyle x,y\in V} und ist {\displaystyle nx\leq y} für alle {\displaystyle n\in \mathbb {N} }, so folgt {\displaystyle x\leq 0}.
Die Ordnung heißt fast archimedisch, wenn gilt: Sind {\displaystyle x,y\in V} und ist {\displaystyle -y\leq nx\leq y} für alle {\displaystyle n\in \mathbb {N} }, so folgt {\displaystyle x=0}.
Die Ordnung heißt nirgends archimedisch, wenn es zu jedem {\displaystyle x\in V} ein {\displaystyle y\in V} gibt mit {\displaystyle -y\leq nx\leq y} für alle {\displaystyle n\in \mathbb {N} }.

## Unterräume, Quotienten und direkte Produkte
Ist {\displaystyle (V,\leq )} ein geordneter Vektorraum und {\displaystyle U\subset V} ein Unterraum, so ist {\displaystyle U} mit der eingeschränkten Ordnung wieder ein geordneter Vektorraum, es ist offenbar {\displaystyle U^{+}=U\cap V^{+}} und die Einbettung {\displaystyle U\subset V} ist ein positiver Operator.
Der Quotientenraum {\displaystyle V/U} wird mit dem Kegel {\displaystyle \{x+U;\,x\in V^{+}\}} offenbar zu einem geordneten Vektorraum und die Quotientenabbildung {\displaystyle V\rightarrow V/U} ist ein positiver Operator.
Ist schließlich {\displaystyle (V_{i},\leq _{i})_{i\in I}} eine Familie von geordneten Vektorräumen, so wird das direkte Produkt {\displaystyle \textstyle \prod _{i\in I}V_{i}} zu einem geordneten Vektorraum, wenn man den positiven Kegel durch {\displaystyle \{(v_{i})_{i};\,v_{i}\in V_{i}^{+},i\in I\}} erklärt. Eine wichtige Frage in der Theorie der geordneten Vektorräume ist, ob sich ein gegebener geordneter Vektorraum als direktes Produkt geordneter Räume zerlegen lässt.

## Riesz-Räume
Ein strikt geordneter Vektorraum {\displaystyle (V,\leq )} hat die Rieszsche Zerlegungseigenschaft genau dann, wenn folgendes gilt:
Ist {\displaystyle y,x_{1},x_{2}\in V^{+}} und {\displaystyle 0\leq y\leq x_{1}+x_{2}}, so gibt es {\displaystyle y_{i}\in V} mit {\displaystyle 0\leq y_{1}\leq x_{1}}, {\displaystyle 0\leq y_{2}\leq x_{2}} und {\displaystyle y_{1}+y_{2}\,=\,y}.
Gibt es zu je zwei Elementen {\displaystyle x,y\in V} eines strikt geordneten Vektorraums stets ein kleinstes Element {\displaystyle z} mit {\displaystyle x\leq z} und {\displaystyle y\leq z}, welches dann mit {\displaystyle x\vee y} bezeichnet wird und das Supremum aus {\displaystyle x} und {\displaystyle y} heißt, so spricht man von einem Riesz-Raum oder Vektorverband. Man kann zeigen, dass tatsächlich ein distributiver Verband vorliegt, wobei die andere Verbandsoperation durch {\displaystyle x\wedge y=-((-x)\vee (-y))} definiert werden könnte.
Man kann zeigen, dass Vektorverbände die Rieszsche Zerlegungseigenschaft besitzen.
Man nennt einen Vektorverband vollständig, wenn nicht nur je zwei Elemente, sondern jede nach oben beschränkte Menge ein Supremum besitzt.
Bemerkung zur Bezeichnung:
Manche Autoren nennen gerichtete und strikt geordnete Vektorräume mit der Rieszschen Zerlegungseigenschaft Riesz-Räume, siehe zum Beispiel, und verwenden Riesz-Raum daher nicht als Synonym zu Vektorverband.
Im Zusammenhang mit den hier eingeführten Begriffen besteht folgender wichtiger Satz von F. Riesz:
- Ist {\displaystyle (V,\leq )} ein gerichteter und strikt geordneter Vektorraum mit der Rieszschen Zerlegungseigenschaft, so ist der ordnungsbeschränkte Dualraum ein vollständiger Vektorverband.

Als Anwendung betrachte man eine C*-Algebra {\displaystyle A}. Dann ist der selbstadjungierte Teil {\displaystyle A_{\text{sa}}:=\{a\in A;a^{*}=a\}} ein reeller Vektorraum, der durch den Kegel {\displaystyle A^{+}:=\{a^{*}a;a\in A\}} zu einem gerichteten und strikt geordneten Vektorraum mit Riesz'scher Interpolationseigenschaft wird. Der Dualraum {\displaystyle A_{\text{sa}}^{\ast }}, der mit dem ordnungsbeschränkten Dualraum zusammenfällt, ist daher ein vollständiger Vektorverband, was für die C*-Theorie von Bedeutung ist.

## Topologische geordnete Vektorräume
Trägt ein geordneter Vektorraum zusätzlich eine Vektorraumtopologie, so spricht man von einem geordneten, topologischen Vektorraum und kann Stetigkeitseigenschaften der Ordnung untersuchen. Insbesondere in Vektorverbänden kann man die Stetigkeit der Abbildungen
- {\displaystyle (x,y)\mapsto x\vee y}
- {\displaystyle x\mapsto x^{+}:=0\vee x,\quad x\mapsto x^{-}:=0\wedge x}
- {\displaystyle x\mapsto \left|x\right|:=x^{+}\vee x^{-}}

studieren.
Es gilt folgender Satz für geordnete topologische Vektorverbände {\displaystyle V}:
- Die Abbildung {\displaystyle V\times V\rightarrow V,(x,y)\mapsto x\vee y} genau dann stetig ist, wenn {\displaystyle V} eine Nullumgebungsbasis aus Mengen {\displaystyle U} hat, die die folgende Eigenschaft haben:  Ist {\displaystyle x\in U} und {\displaystyle y\in V} mit {\displaystyle \left|y\right|\leq \left|x\right|}, so folgt {\displaystyle y\in U}.

Ist {\displaystyle V} sogar ein normierter Raum mit Norm {\displaystyle \|\cdot \|} und ein Vektorverband, so nennt man die Norm eine Verbandsnorm, wenn aus {\displaystyle \left|x\right|\leq \left|y\right|} stets {\displaystyle \left\|x\right\|\leq \left\|y\right\|} folgt. In diesem Fall spricht man von einem normierten Vektorverband. Dann ist der oben zitierte Satz anwendbar und man erkennt die Stetigkeit der Verbandsoperationen. Typische Beispiele sind die oben aufgeführten Beispiele {\displaystyle c_{0},\ell ^{1}} oder {\displaystyle C([0,1])} mit ihren natürlichen Ordnungen und Normen.
Für geordnete topologische Vektorräume, insbesondere geordnete Banachräume, existiert eine umfangreiche Theorie, für die an dieser Stelle auf die Literatur verwiesen wird.